# Simone Oldenburg

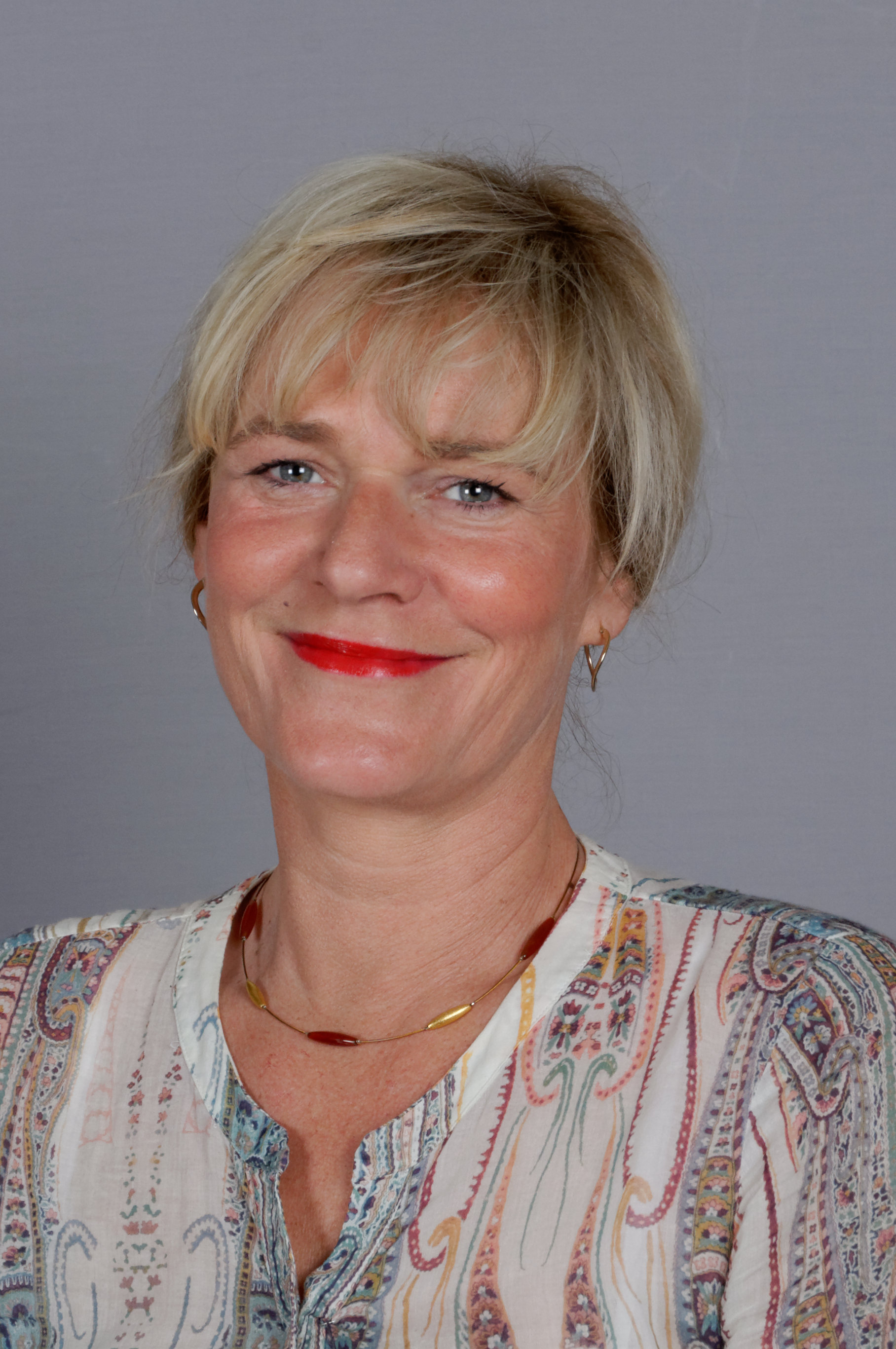
Simone Oldenburg (2017)

Simone Oldenburg (* 22. März 1969 in Wismar) ist eine deutsche Politikerin (Die Linke). Sie war von 2011 bis 2021 Mitglied des Landtages Mecklenburg-Vorpommern und dort von 2016 bis 2021 Vorsitzende der Linksfraktion. Im Juni 2018 wurde sie auf dem Leipziger Parteitag zur stellvertretenden Parteivorsitzenden gewählt. Seit 2021 amtiert sie als Stellvertreterin der Ministerpräsidentin sowie Landesministerin für Bildung und Kindertagesförderung von Mecklenburg-Vorpommern.

## Biografie
Simone Oldenburg besuchte die Schule in ihrem Heimatort Wismar. Nach dem Abitur 1987 absolvierte sie zunächst an der Pädagogischen Hochschule Leipzig, dann an der Universität Leipzig ein Lehramtsstudium der Fächer Deutsch und Geschichte, das sie 1994 als Gymnasiallehrerin mit dem I. Staatsexamen abschloss. Das Referendariat absolvierte sie am Gerhart-Hauptmann-Gymnasium in Wismar bis zum II. Staatsexamen 1996. Anschließend arbeitete sie an der Regionalen Schule in Klütz, deren Leitung sie später übernahm. Seit 2018/2019 ist sie Schulleiterin der Regionalen Schule mit Grundschule Proseken.

## Politik

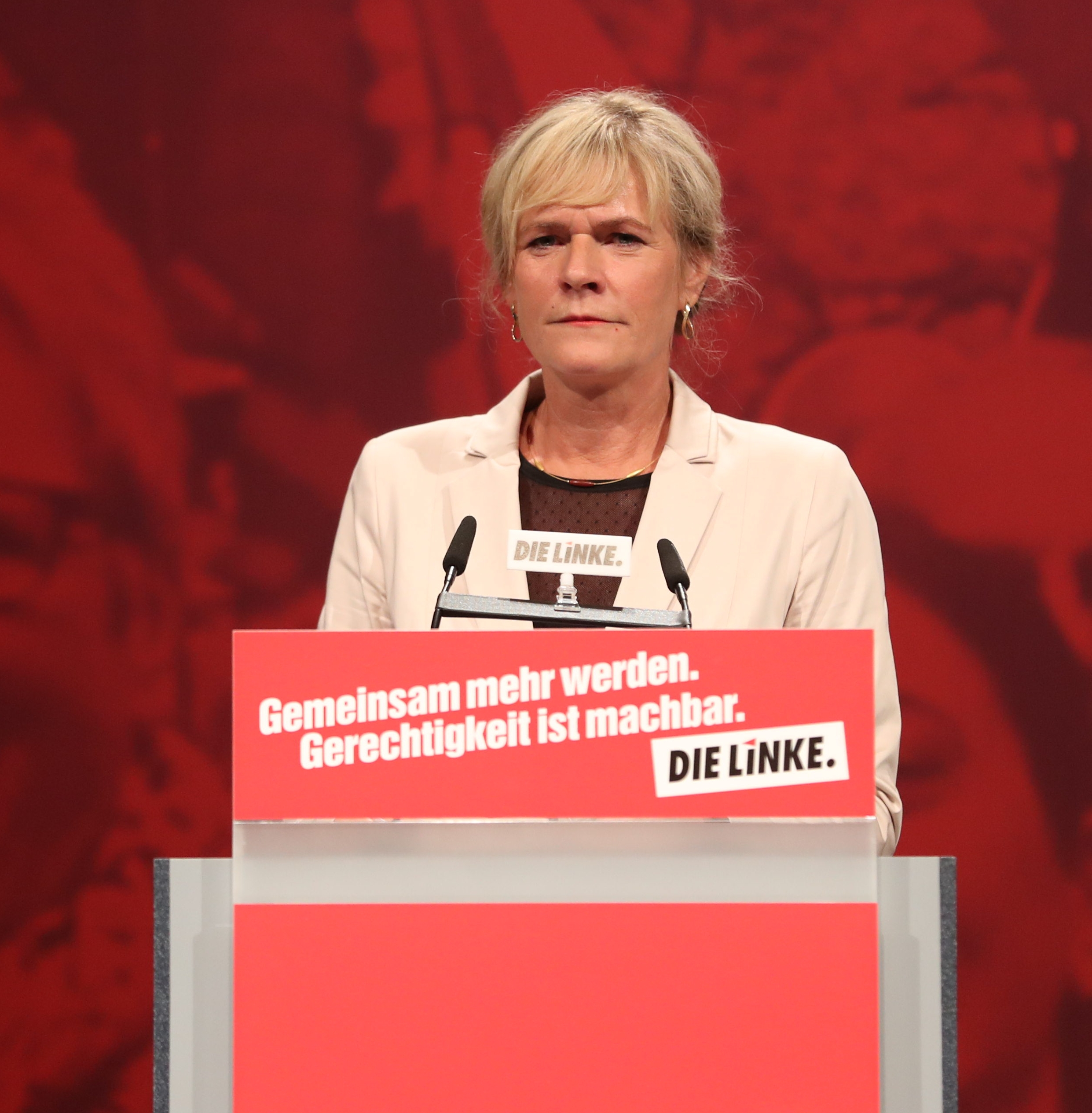
Oldenburg auf dem Bundesparteitag in Leipzig (2018)

Oldenburg gehört seit 2004 der Gemeindevertretung von Gägelow an, seit 2009 auch dem Kreistag des Kreises Nordwestmecklenburg. Bei der Landtagswahl am 4. September 2011 erhielt sie über Platz 2 der Landesliste ihrer Partei ein Abgeordnetenmandat. Die Direktkandidatur im Landtagswahlkreis Nordwestmecklenburg I war nicht erfolgreich. Die Fraktion Die Linke wählte sie am 27. September 2011 zur stellvertretenden Vorsitzenden. Sowohl bei der Landtagswahl 2016 als auch bei der Landtagswahl 2021 wurde sie über die Liste in den Landtag gewählt. Sie führte die Fraktion von 2016 bis 2021.
Am 15. November 2021 wurde Oldenburg zur Ministerin für Bildung und Kindertagesförderung ernannt und fungiert seitdem als stellvertretende Ministerpräsidentin im Kabinett Schwesig II. Im Zuge dessen legte sie zum Jahresende 2021 ihr Landtagsmandat nieder. Für sie rückte Steffi Pulz-Debler in den Landtag nach. Im Jahr 2025 ist Oldenburg Präsidentin der Bildungsministerkonferenz, einer der drei eigenständigen Teilkonferenzen innerhalb der Kultusministerkonferenz, deren Präsidenten gleichberechtigt den Vorstand bilden.